# Richard Rogers
Richard Rogers, celým jménem Richard George Rogers, Baron Rogers of Riverside (23. července 1933 Florencie – 18. prosince 2021 Londýn) byl britský architekt známý především svými modernistickými a funkcionalistickými budovami.
Jeho nejznámější stavby jsou Pompidouovo centrum v Paříži a budova Lloyds a Millennium Dome v Londýně. Získal Stirlingovu cenu a Pritzkerovu cenu.

## Kariéra

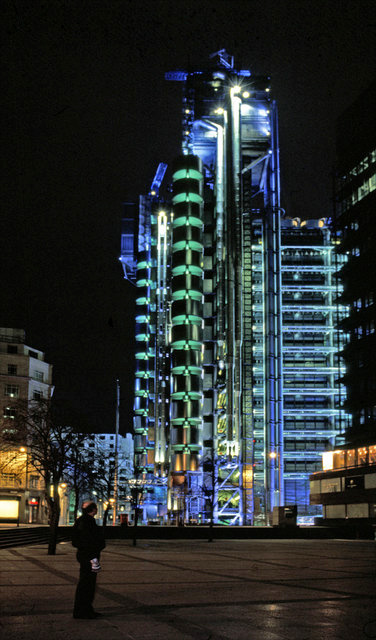
Budova pojišťovny Lloyds v roce 1991

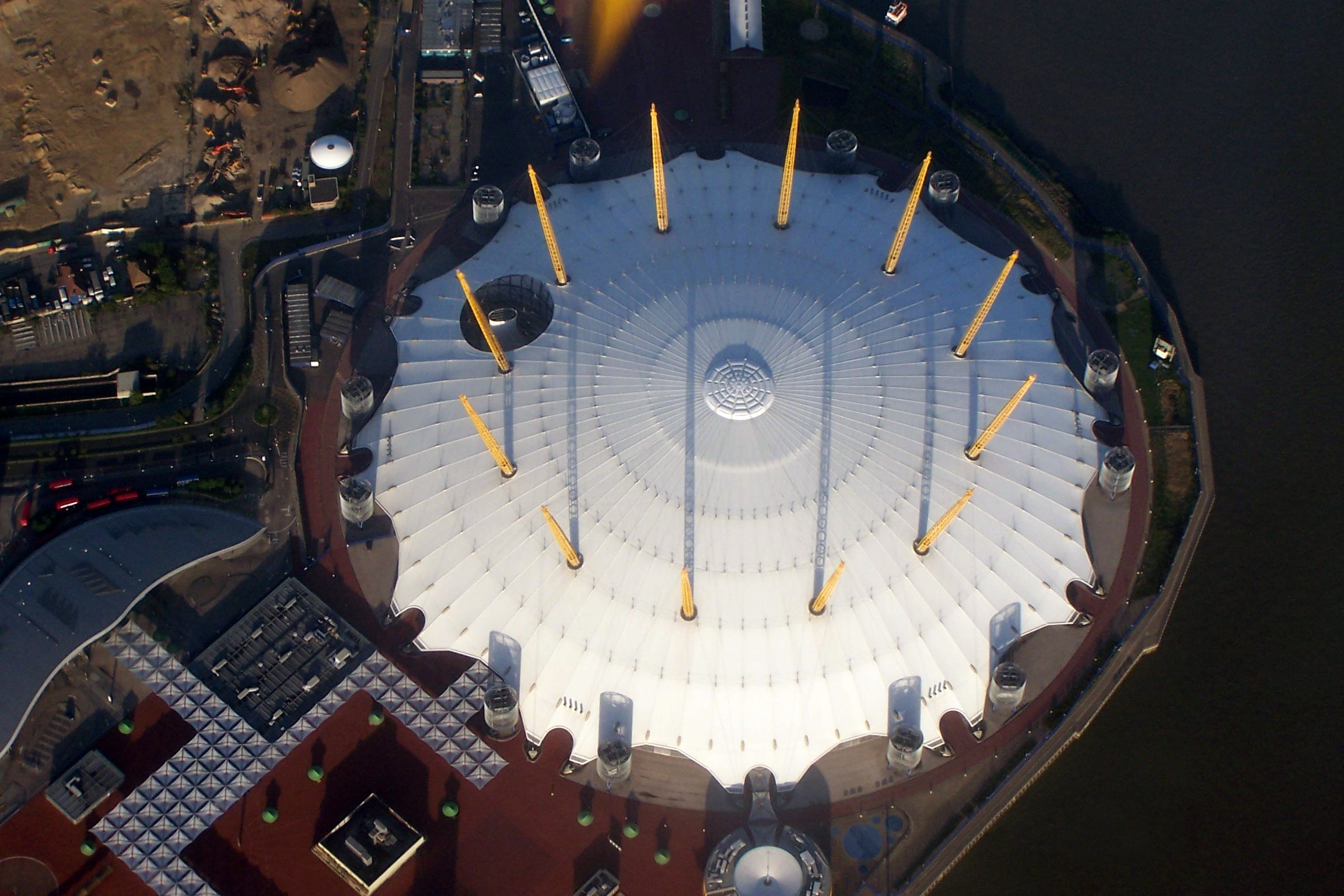
Pohled shora na Millennium Dome

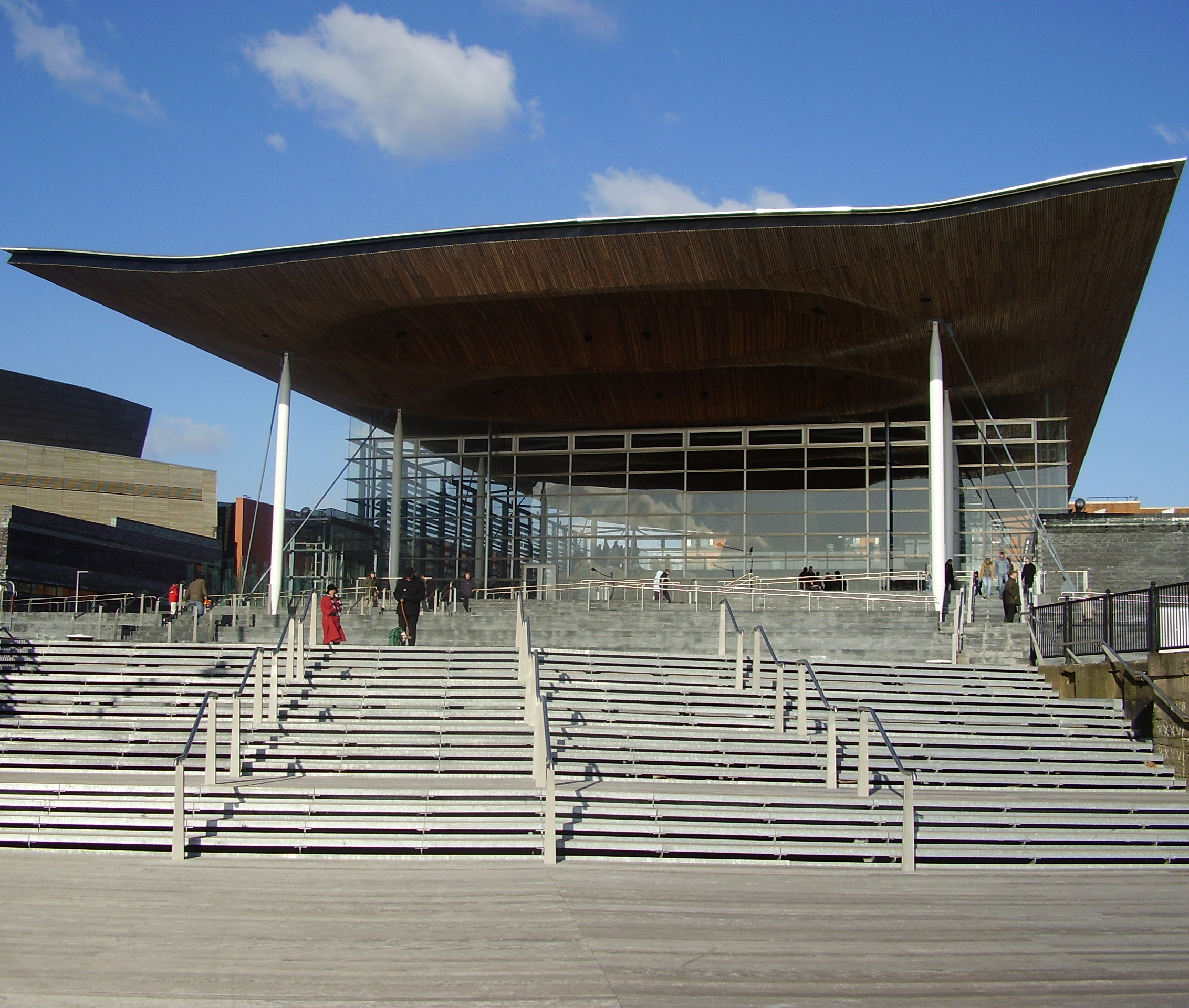
Senedd, Velšské národní shromáždění

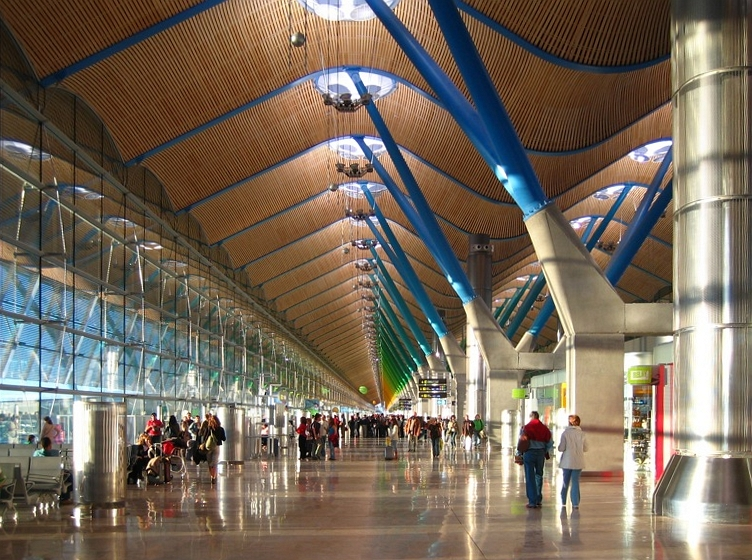
Terminál 4 letiště Madrid-Barajas

Rogers se narodil ve Florencii v roce 1933, chodil na Architectural Association School of Architecture v Londýně a nakonec v roce 1962 vystudoval Yaleovu univerzitu s magisterským diplomem z architektury. Na Yaleu potkal svého budoucího kolegu a známého architekta Normana Fostera. Když se vrátil do Anglie, založil s Fosterem společnost Team 4, která si brzy získala jméno díky architektuře, kterou později média pojmenovala hi-tech.
V roce 1967 se dvojice Foster/Rogers rozpadla. Nedlouho poté se Rogers spojil s italským architektem Renzem Pianem, s kterým v červenci 1971 vyhrál architektonickou soutěž na stavbu Centre Georges Pompidou. Tato budova je dnes významným objektem Paříže, i když při svém otevření roku 1977 nebyla zrovna populární.
Po skončení spolupráce s Pianem založil v roce 1977 spolu s Marcem Goldschmiedem, Mikem Daviesem a Johnem Youngem společnost Richard Rogers Partnership, z které se v roce 2007 stala Rogers Stirk Harbour + Partners. Firma má kancelář v Londýně, Barceloně, Madridu a Tokiu. V roce 1978 obdržel od Mezinárodní unie architektů (UIA) prestižní Cenu Augusta Perreta.
Velkou část své pozdější kariéry věnoval širším problémům točících se okolo architektury, např. urbanismu a způsobu, jakým fungují města. V roce 1998 byl požádán vládou Spojeného království, aby našel příčiny poklesu urbanismu a ustanovil novou vizi pro britská města. Tato práce vyústila v bílou knihu Towards an Urban Renaissance s více než stovkou rad pro budoucí návrháře měst. Od roku 2001 do roku 2008 pracoval jako vrchní poradce ohledně architektury pro londýnského starostu Kena Livingstona; poté byl požádán o to samé jeho nástupcem Borisem Johnsonem, ale v říjnu 2009 z této funkce odstoupil.
V květnu 2006 byl zvolen architektem mrakodrapu 175 Greenwich Tower, který bude součástí nové výstavby Světového obchodního centra, jež bylo zničeno teroristickými útoky 11. září 2001.

## Vybrané projekty

### Piano + Rogers
- Pompidou Centre, Paříž, Francie (1971–77)
- IRCAM, Paříž, Francie (1971–1977)

### The Richard Rogers Partnership
| - Budova Lloyds, Londýn, UK (1978–84) - Paternoster Square, Londýn, UK (1987) - Letiště Marseille Provence, Marignane, Francie (1989–1992) - Řídící věž Heathrow, Londýn, UK (1989–2007) - Budova televize Channel 4, Londýn, UK (1990–1994) | - Budova Evropského soudu pro lidská práva, Štrasburk, Francie, 1995 - Daimlerův komplex, Potsdamer Platz, Berlín, Německo (1993–1999) - Millennium Dome, Londýn, UK (1996–1999) - Terminál 4 letiště Madrid-Barajas, Madrid, Španělsko (1997–2006) - Senedd (Velšské národní shromáždění), Cardiff, Wales (1999–2005) |

### Rogers Stirk Harbour + Partners
- Terminál 5 Letiště London Heathrow, Londýn, UK (1989–2008) Galerie fotek terminálu 5
- 175 Greenwich Street, New York, USA (2006–)
- Britské muzem, severozápadní část, Londýn, UK (2007–)